# Acroneuria filicis
Acroneuria filicis és una espècie d'insecte plecòpter pertanyent a la família dels pèrlids.

## Distribució geogràfica
Es troba a Nord-amèrica: Alabama, Arkansas, Geòrgia, Illinois, Indiana, Kentucky, Maryland, Missouri, Ohio, Pennsilvània, Carolina del Sud, Tennessee, Virgínia i Virgínia Occidental.